# Buddy Daddies
Buddy Daddies est une série télévisée animée japonaise originale animée par P.A.Works, et produite par Aniplex et Nitroplus. Elle est réalisée par Yoshiyuki Asai et écrit par Vio Shimokura de Nitroplus et Yūko Kakihara, avec Katsutoshi Kitagawa de Round Table composant la musique. Katsumi Enami a fourni les conceptions originales des personnages, et Souichirou Sako adapte les conceptions pour l'animation tout en servant également de directeur de l'animation en chef avec Sanae Satō. Elle est diffusée entre le 7 janvier et le 1er avril 2023 sur Tokyo MX et d'autres chaînes de télévision japonaises,.

## Synopsis
Buddy Daddies est centré sur une famille de trois personnes qui n'ont aucun lien de parenté : Kazuki Kurusu et Rei Suwa, des assassins qui vivent sous le même toit ; et Miri, la fille de la cible d'assassinat de Kazuki et Rei qui a fini par être récupérée par Kazuki, qu'elle pense être son père biologique.

## Liste des épisodes
La chanson thème d'ouverture est Shock! d'Ayase, tandis que la chanson thème finale est My Plan de DURDN.
Crunchyroll a autorisé la série en dehors de l'Asie et la diffusera avec un doublage anglais.

## Production
Selon Mitsuhito Tsuji et Toba Yosuke, Buddy Daddies est inspiré par certains membres du personnel de l'anime qui ont des enfants.